# Rinoceront de Merck
El rinoceront de Merck (Dihoplus kirchbergensis) és una espècie extinta de rinoceront que visqué al nord d'Euràsia a mitjans i finals del període Plistocè. Aquest rinoceront relativament gran tenia dues banyes. Era més gran que el similar rinoceront de musell estret, que visqué a Euràsia a la mateixa època.
Aquest rinoceront preferia boscos o zones boscoses, mentre que el rinoceront de musell estret probablement estava adaptat a hàbitats més oberts. El rinoceront de Merck és relativament rar en el registre fòssil i se l'ha trobat en uns pocs jaciments a Itàlia, França, Alemanya, Gran Bretanya i l'Est d'Europa. A Àsia se'l coneix de Sibèria, l'oest d'Àsia (com el sud-est del Kazakhstan), Corea central i la Xina. També podria haver viscut a Israel i el Líban, però no és cert que sigui S. kirchbergensis i no una espècie similar.